# مارك إدغار توماس روبنسون
مارك إدغار توماس روبنسون (بالإنجليزية: Mark Edgar Thomas Robinson)‏ هو رسام بريطاني، ولد في 1960.